# 林允
林允（1996年4月16日—），本名費霞，昵称小飞侠，女，浙江湖州人，中国大陸演员。曾就读于山东菏泽音乐艺术专修学院北京分院。2016年，出演周星驰电影《美人鱼》的女主角而一炮而红。

## 影视作品

### 电影
| 上映年份 | 劇名                          | 角色     |
| 2016年   | 《美人鱼》                    | 珊珊     |
| 2016年   | 《爵迹》                      | 天束幽花 |
| 2017年   | 《西游伏妖篇》                | 小善     |
| 2017年   | 《假如王子睡着了》            | 王小禾   |
| 2018年   | 《战神纪》                    | 孛兒帖   |
| 2019年   | 《一吻定情》                  | 原湘琴   |
| 2020年   | 《爵跡2：冷血狂宴》(網絡电影) | 天束幽花 |
| 2024年   | 《美人鱼2》                   |          |

### 电视剧/網絡劇
| 首播年份 | 剧名               | 角色          | 备注                   |
| 2014年   | 《暗黑者》第一季   | 嫌疑犯的情人  | 網絡劇，第10集出現     |
| 2018年   | 《鬥破蒼穹》       | 萧薰儿        |                        |
| 2020年   | 《彼岸花》         | 乔曼/南生     |                        |
| 2020年   | 《蜗牛与黄鹂鸟》   | 方小莴        |                        |
| 2022年   | 《光阴里的故事》   | 陈一朵        |                        |
| 2022年   | 《梦华录》         | 宋引章        |                        |
| 2023年   | 《不完美受害人》   | 赵寻          | 網絡劇                 |
| 2025年   | 《漫影寻踪》       | 莉莉          | 網絡劇，2021年拍攝     |
| 2025年   | 《怎敌她千娇百媚》 | 罗令妤        | 網絡劇                 |
| 待播     | 《水龙吟》         | 阿谁          |                        |
| 待播     | 《足迹》           | 林斯允        |                        |
| 待播     | 《年少有为》       | 林晚          | 網絡劇                 |
| 待播     | 《聊斋》           | 瑶华公主/春花 | 網絡劇，單元《美人首》 |
| 待播     | 《来战》           |               |                        |
| 待播     | 《冬去春来》       |               |                        |

## 綜藝節目
| 播出年份 | 播出日期                         | 播出平台                           | 節目名稱             | 備註     |
| 2018年   | 2月2日－2月16日                  | 浙江衛視、騰訊視頻、愛奇藝         | 《二十四小時》第三季 | 固定嘉賓 |
| 2018年   | 2月23日－3月9日                  | 浙江衛視、騰訊視頻、愛奇藝         | 《二十四小時》第三季 | 固定嘉賓 |
| 2018年   | 3月30日－4月14日                 | 浙江衛視、騰訊視頻、愛奇藝         | 《二十四小時》第三季 | 固定嘉賓 |
| 2019年   | 5月4日－7月27日                  | 浙江衛視、騰訊視頻、愛奇藝、芒果TV | 《青春环游记》       | 固定嘉賓 |
| 2019年   | 5月20日－7月22日                 | 騰訊視頻                           | 《親愛的，結婚吧！》 | 固定嘉賓 |
| 2020年   | 1月23日－1月31日 2月28日－5月1日 | 湖南衛視、芒果TV 、騰訊視頻        | 《我家那閨女》第二季 | 固定嘉賓 |
| 2020年   | 5月23日－7月25日                 | 優酷                               | 《看我的生活》       | 固定嘉賓 |

## 感情生活

### 馮紹峰
2016年2月，19歲的林允被拍到與37歲的中國男演員馮紹峰身著情侶裝，十指緊扣逛遊樂園，戀情曝光。期間多次被拍到同居及逛超市，然二人始终沒有公開承認戀情。2017年初，二人被曝已經分手，馮紹峰则另娶他人；2017年4月，林允受訪，直言「我單身」。

### 宋威龍
2017年12月，林允工作室發表聲明，林允因拍摄電視劇《彼岸花》与宋威龍生情、嘗試交往，後來由于種種原因分手，公開時已恢復朋友關係。

## 獎項/提名
| 年份   | 劇名   | 頒獎典禮             | 獎項             | 結果 |
| 2016年 | 美人魚 | 紐約亞洲電影節       | 亞洲新星獎       | 獲獎 |
| 2016年 | 美人魚 | 中澳國際電影節       | 最佳新人         | 獲獎 |
| 2017年 | 美人魚 | 第11屆亞洲電影大獎   | 最佳新演員       | 提名 |
| 2017年 | 美人魚 | 第11屆亞洲電影大獎   | 亞洲飛躍演員大獎 | 獲獎 |
| 2017年 | 美人魚 | 第36届香港电影金像奖 | 最佳新演員       | 提名 |